# Проспект Волі

Головний навчальний корпус ВНУ

Проспект Волі — центральний проспект Луцька, який починається на центральному Театральному майдані й тягнеться до Київського майдану. Довжина проспекту понад 2 км.

## Історія
Напрямок, уздовж якого пролягає теперішній проспект Волі, здавна був основною дорогою на схід від Луцька. Однак, зважаючи на особливості територіального розвитку міста, вулицею ця дорога стала не скоро.
У XVIII ст. це була Рівненсько-Дубнівська дорога. На її початку у 1750-х роках був збудований новий мурований комплекс монастиря та костелу бернардинів.
1830 року землі сіл Воличка (Вулька) над Глушцем та Воличка Підлуцька, на яких пролягала дорога, були приєднані до міста. 1846 року край дороги були утворені нові караїмське та єврейське кладовища. Враховуючи те, що Луцьк на той час був західним містом Російської імперії, і через нього згодом пройшло стратегічне шосе Київ-Брест, у XIX ст. місто найінтенсивніше розвивалося на схід. 1869 року був складений генеральний план розвитку Луцька, затверджений імператором Олександром ІІ. Згідно з ним, на землях колишніх сіл мав постати новий міський район. 1870 року вулиця була названа Рівненсько-Дубнівською, згодом стала називатися Рівненською. (Сьогодні це початок проспекту.) Вулиця почала забудовуватися будинками. Тут був млин. Надалі із розширенням міста довжина вулиці Рівненської збільшувалася. Так, остаточної довжини, еквівалентної теперішньому проспекту, вулиця набула 1910 року, коли до Луцька було приєднано село Дворець на місці теперішнього Київського майдану.
У новому районі поселялося багато євреїв. Так, початок вулиці (початок теперішнього проспекту) був майже повністю забудованим єврейськими спорудами. Тут були й молитовні будинки. У середній частині вулиці біля караїмського цвинтаря був двоповерховий прибутковий будинок, з якого караїмська громада отримувала дохід. Навколо будинку розташовувався невеликий східний караїмський квартал міста.
Під час австрійської окупації 1915—1916 вулиця носила назву Київської. На цій вулиці розташовувався цегельний завод.
У період міжвоєнного двадцятиліття вулиця іменувалася як алея Болеслава Хороброго. Алеєю вона не була, проте щодо вулиці були такі плани, передбачені новими генеральними планами розвитку міста. Наприкінці алеї Після Другої світової вулиця стала називатися 17 вересня. Передбачалося зробити цю вулицю головною в Луцьку і забудувати новими житловими та адміністративними будинками.
Заплановані зміни прийшли у 1950-х роках згідно з новим генеральним планом 1952 року. На вулиці був збудований кінотеатр Комсомолець, а також триповерхові житлові будинки. У другій половині десятиріччя відбувалося будівництво центрального майдану й адміністративного комплексу Обласного комітету Комуністичної партії.

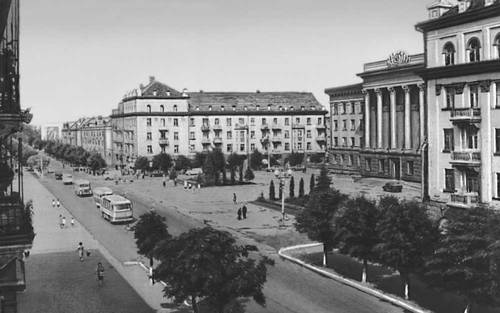
Світлина 1960-х років

Тут був утворений майдан «площа Леніна». Аналогічно й вулиця стала носити ім'я Леніна. 1967 року напроти обкому було відкрито пам'ятник Леніну. Нижче був фонтан. Також у шістдесятих поруч із початком вулиці був збудований центральний універмаг. У радянські часи вулиця була головною. Тут відбувалися паради, комуністичні демонстрації. Розбудова вулиці продовжувала вестися на схід. У шістдесятих були ліквідовані караїмський та єврейський цвинтарі, на їх місці постали житлові будинки. Також у радянський період була збудована станція переливання крові, розміщено кілька навчальних закладів.
1991 року вулицю Леніна перейменували на проспект Волі — назву, яка увібрала в себе два символи: свободу і давній топонім району Вульки. Цього ж року було знесено пам'ятник Леніну, а через 4 роки через дорогу відкрито пам'ятник Тарасу Шевченку. На початку 2000-х початок проспекту був суттєво реконструйований. Були викладені нові тротуари, асфальт, поставлені ліхтарі, лавки, висаджені нові дерева, розбиті клумби, пофарбовані будинки. Було розміщено ряд меморіальних дощок.
Сьогодні проспект Волі є однією з головних вулиць у місті. На свята рух перекривається, часто проводяться розважальні заходи. У 2021 році мер міста Ігор Поліщук заявив, що хоче зробити частину проспекту повністю пішохідною щовихідних.

## Меморіальні дошки
- Богачуку Олександру
- Грищенку Анатолію
- Канішевському Григорію

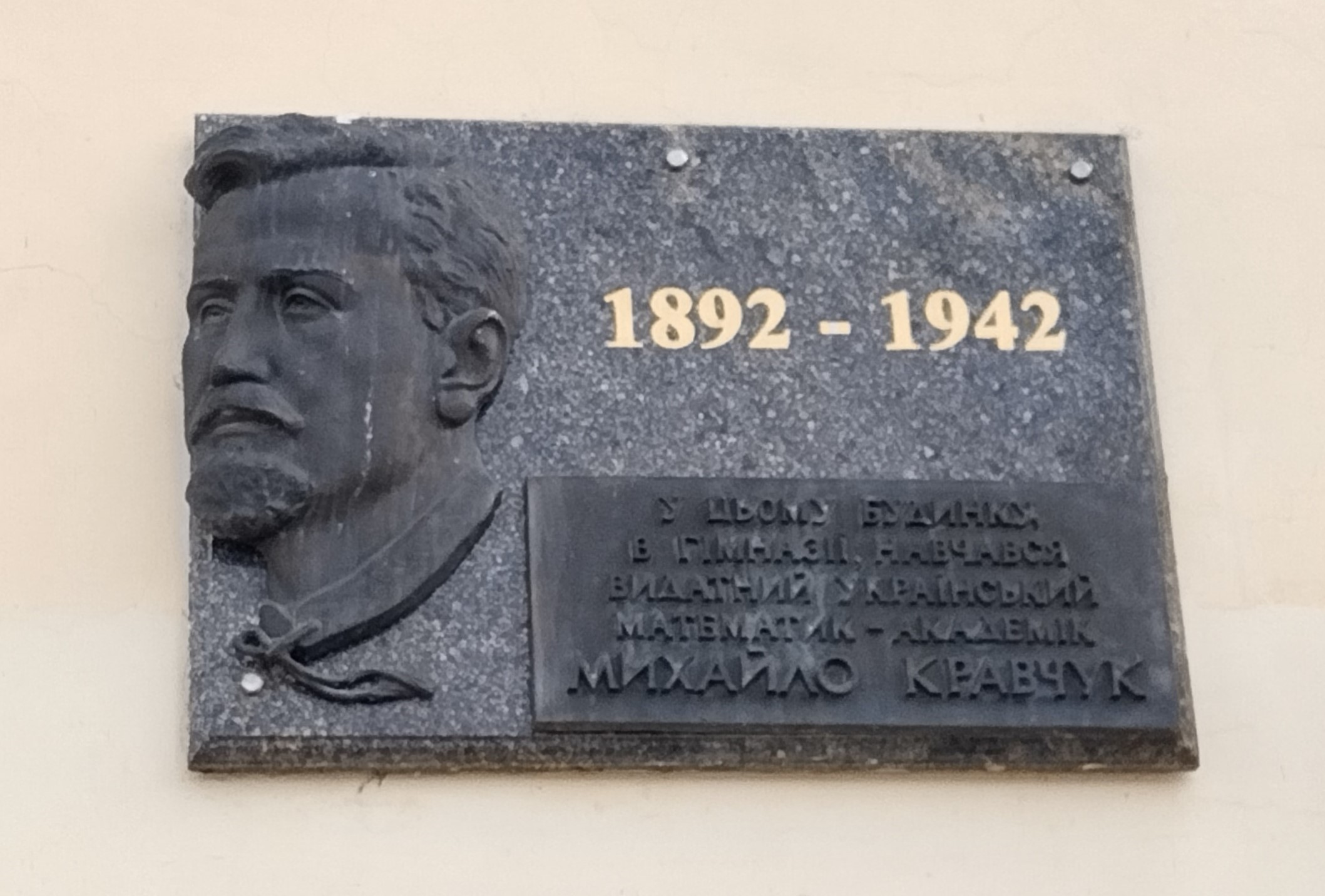
Кравчуку Михайлу
- Юницькому Анатолію   - Меморіальна дошка Михайлу Кравчуку

## Головні споруди
| Номер | Опис | Вигляд |
| ----- | --- | ------ |
| 2     | Монастир бернардинів. |        |
| 11    | Один із будинків-близнюків. Пам'ятки архітектури.                                                                              |        |
| 13    | Головний корпус Східноєвропейського національного університету імені Лесі Українки. Перед ним — пам'ятник Тарасові Шевченкові. |        |
| 22    | Один із трьох високих будинків, які обрамлюють проспект. Цей знаходиться майже на середині, де проспект має вигин.             |        |
| 30    | Луцький педагогічний коледж.                                                                                                   |        |
| 40    | Новітня будівля. Бізнес-центр.                                                                                                 |        |
| 46    | Волинська обласна філармонія.                                                                                                  |        |

## Світлини

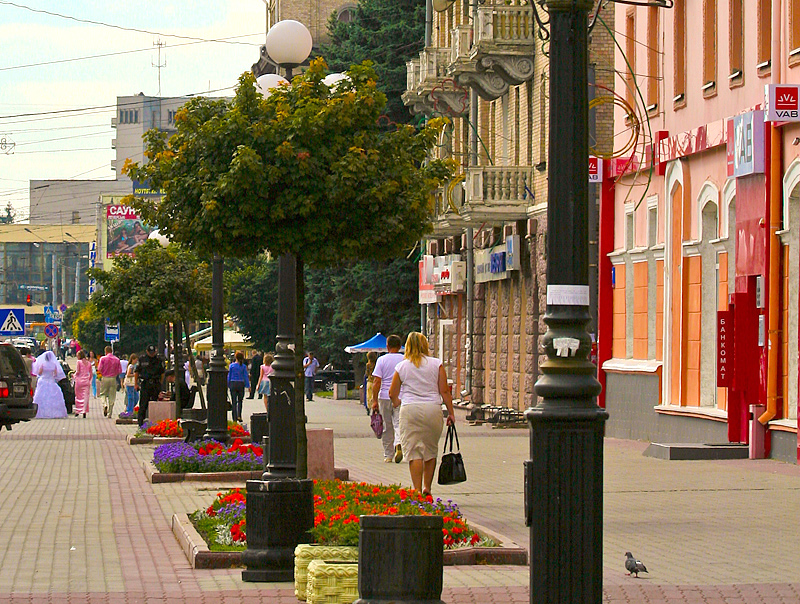
Алея проспекту
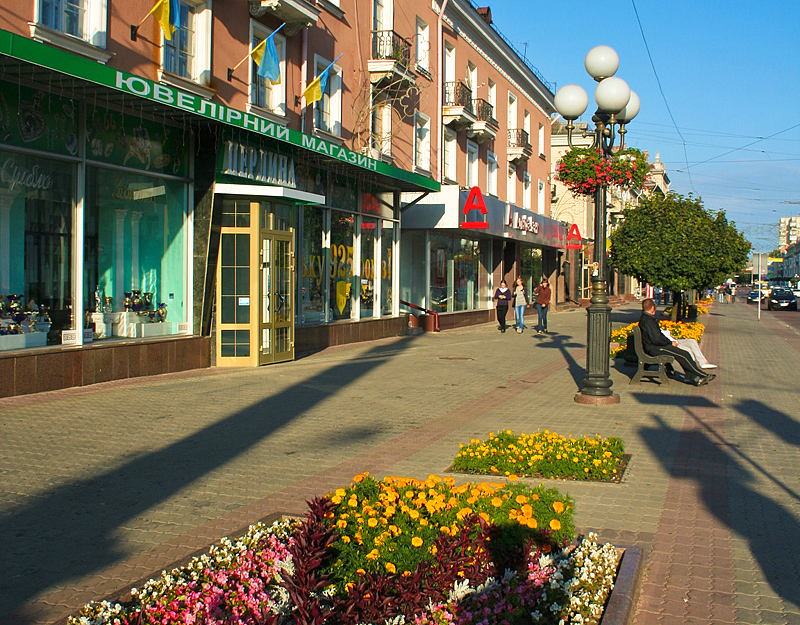
Тротуар
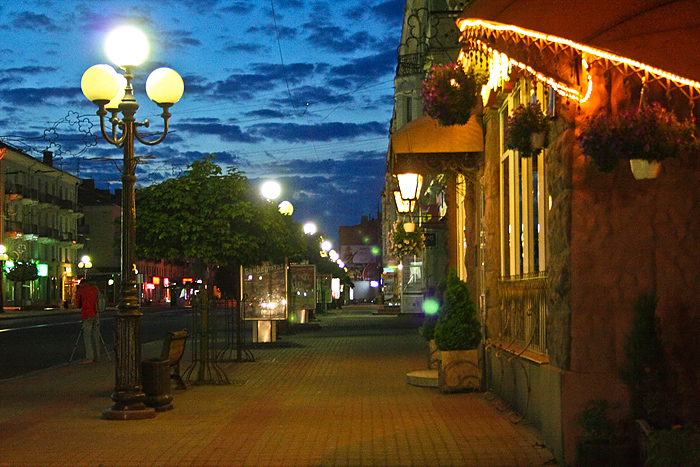
Проспект зранку
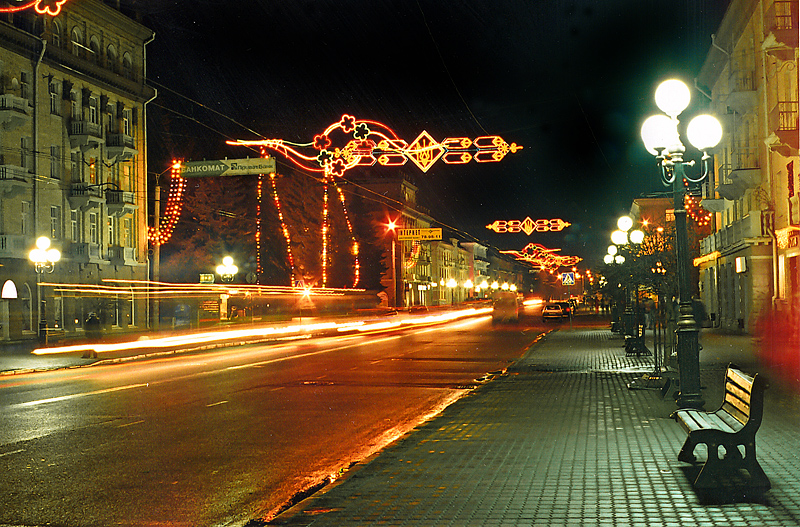
Проспект увечері
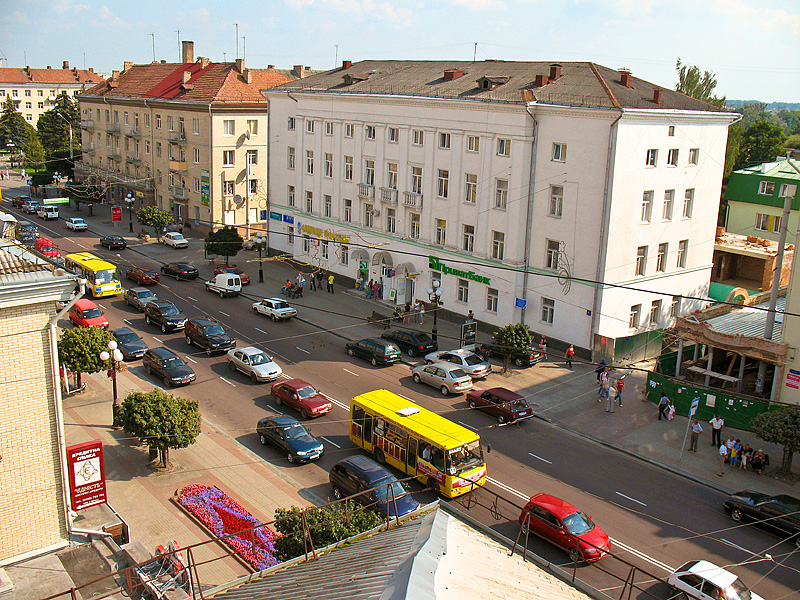
У годину пік
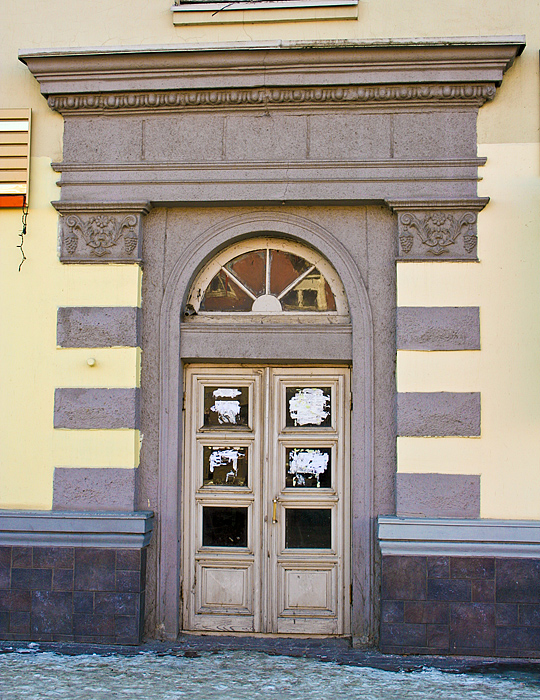
Вхід до старого будинку
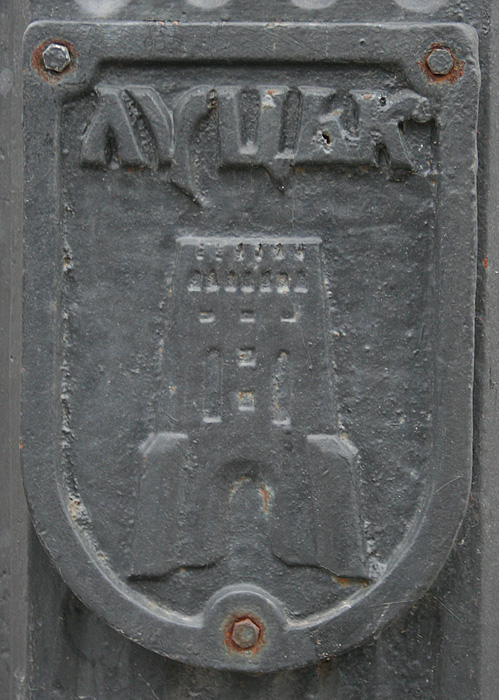
Знак на ліхтарях проспекту
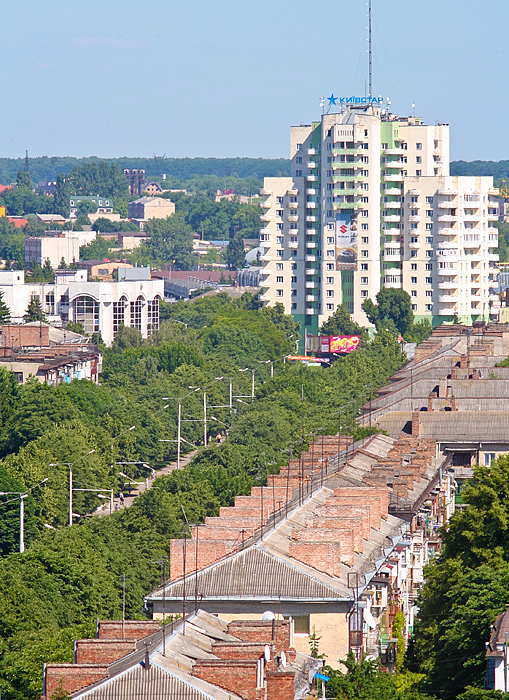
Проспект впирається у Київський майдан
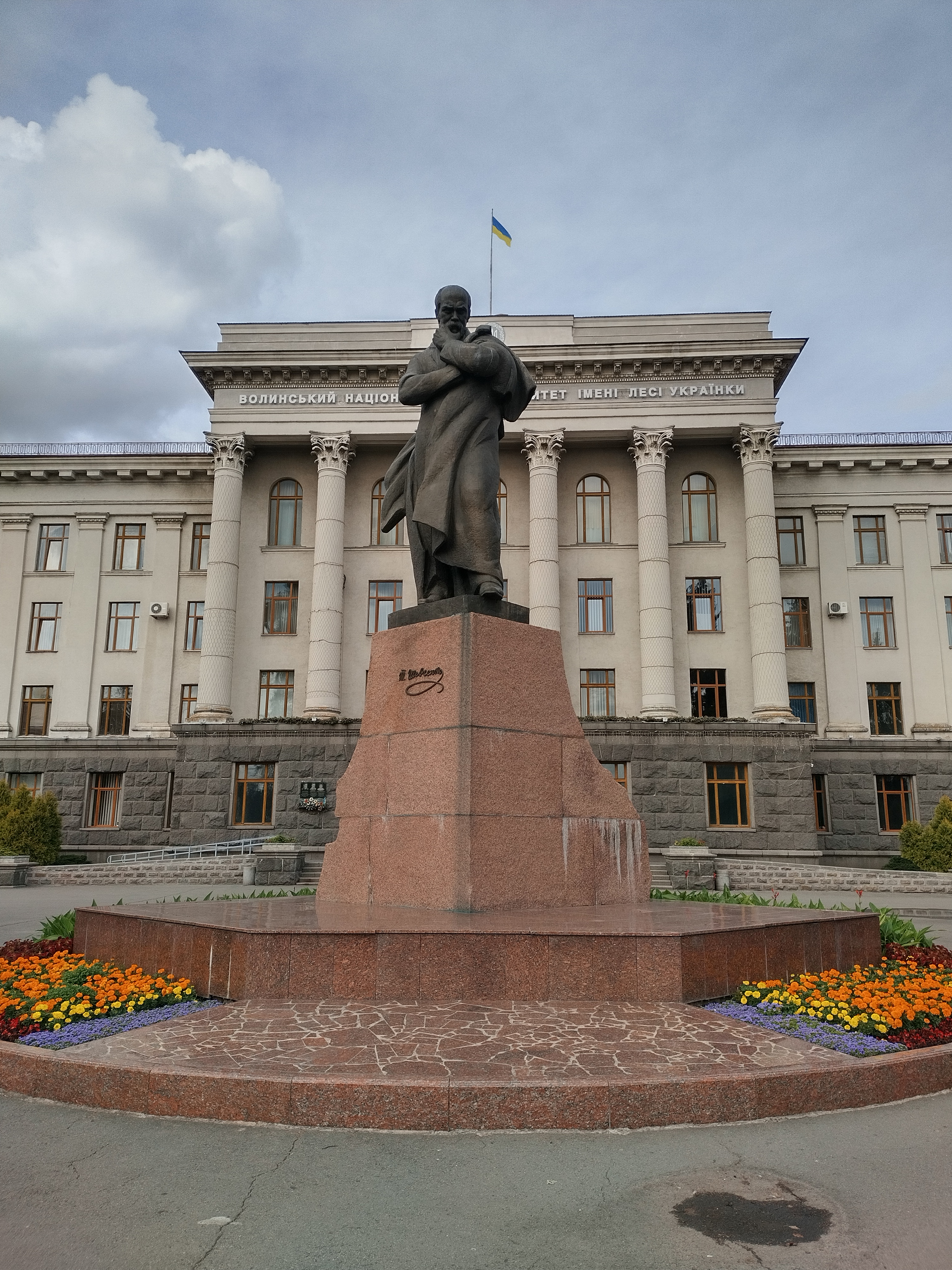
Пам'ятник Тарасу Шевченку перед головним навчальним корпусом ВНУ
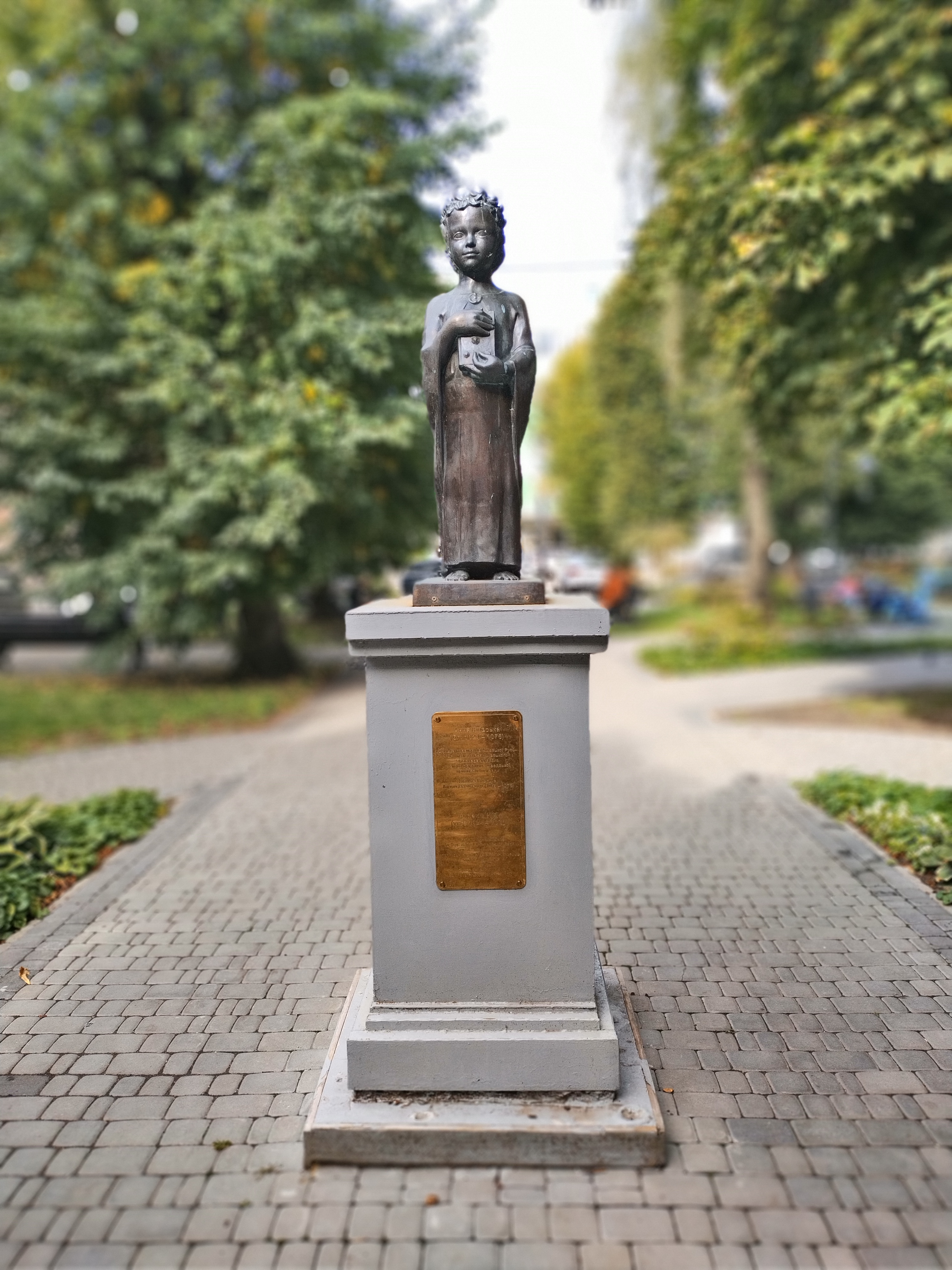
Пам'ятник Анні Ярославні